# يوليوس وولف (أستاذ جامعي)
يوليوس وولف (بالهولندية: Julius Wolff)‏ هو رياضياتي هولندي، ولد في 18 أبريل 1882 في نايميخن في هولندا، وتوفي في 8 فبراير 1945 في معسكر بيرغن بيلسن في ألمانيا.